# Абд ар-Рахим-хан
Абд ар-Рахим-хан (1560—1635) — хан Турфана и Чалыша региона иначе называемого Уйгуристаном  (1596—1635). Двенадцатый сын хана Могульского ханства Абд ар-Рашид-хана I, родился через три месяца после смерти отца.
В 1591 г. получил от Мухаммад-хана III в удел области Сарикол и Вахан. Затем ему были пожалованы Турфан и Чалыш. Однако для того чтобы получить этот удел Абд ар-Рахим-хану пришлось отвоёвывать его у своего племянника Худабанде-султана, который в 1594 г. объявил себя независимым правителем Турфанского владения. Отвоевав Турфан и Чалыш в 1596 г., Абд ар-Рахим-хан вскоре также стал вести себя как независимый от хана Мамлакат-и Моголийе правитель. Противостояние его с ханами Яркенда продолжалось все 40 лет его правления, причём союзниками его в этой борьбе являлись некоторые казахские роды, союз с которыми был скреплён брачными узами.
Основной целью Абд ар-Рахим-хана в упорной борьбе с ханами Могульского ханства было желание завладеть уделами Кусан, Бай и Аксу, т.е. продвинуть свои границы на запад. Бай практически постоянно находился в его руках.
Абд ар-Рахим опираясь на свой удел и используя удалённость его от основных центров страны, повёл сначала борьбу за независимость, а затем, когда добился прочного успеха, за распространении гегемонии на Яркенд и Кашгар. Его союзниками выступали такие казахские султаны как Искандар-султан и Ишим-хан, а также калмаки к помощи которых он прибегал после ухода казахов. Во время военных действий против города Аксу, хаким укреплённого поселения Кусана Абу-л Хали Макрит хитрым способом решил заставил Абд ар-Рахим-хана отступить от штурма крепости взяв в плен его родного сына Абдаллаха, хаким угрожал ему что если войска турфанцев войдут в крепость, то он лишит жизни сего ребёнка, опасаясь за судьбу сына хан покинул пределы Кусана, а Абдаллах остался жить у Абу-л Хали. По словам Шаха Махмуда Чураса, в общей сложности Абд ар-Рахим-хан оставался правителем в Уйгуристане в течение сорока лет, пока в 1634/35 году не покинул этот мир переступив порог семидесяти лет. У Абд ар-Рахим-хана было 9 сыновей, включая старшего сына Абдаллаха. Спустя несколько лет Абдаллах женился на дочери хакима и стал ханом вновь объединённого Могулистана.

## Дети и Потомки
- Абдаллах-хан
- Абу-л-Мухаммад-хан - султан Турфана с 1635 г. и Чалыша с 1638 г. Участник завоевания Кашгара в 1636/7 г. Его сын Махди в 1659-60 г. объявился в Индии вместе с Мансур-султаном, где получил 4 тыс. рупий и должность хафтсади.
- Ибрахим-султан - султан Хотана с 1638 г.
- Исмаил-хан
- Султан-Саид-Баба-хан
- Апак-султан
- Шах-султан
- Мансур-султан - выслан 'Абдаллах-ханом и в 1659-60 г. объявился в Индии вместе с сыном Абул-Мухаммад-хана — Махди. По прибытии ему была оказана денежная помощь в 6 тыс. рупий  и пожалована должность хазари.
- Бичин (Седжан?)-султан
- Падшах-ханым - жена хана Казахского ханства Есима, сына Шигай-хана.
- Максуд-хан